# Бардія (цар)
Ба́рдія (*580-522) — молодший син першого царя Персії Кіра II (Куруша). За однією з версій, став царем після смерті свого брата Камбіса II. За іншою — загинув під час перебування Камбіса в Єгипті, після чого за Бардію почав себе видавати схожий на нього маг Гаумата, який урешті-решт і обійняв під імені Бардії царський престол.
Гаумата підняв повстання навесні 522 р. до. н. е. В той самий час перський цар Камбіс ІІ загинув за дивних обставин. Гаумата від імені Бардії зайняв трон. Однак в результаті змови 29 вересня 522 р. до. н. е. був убитий і один зі змовників, Дарій, зайняв царський престол.